# Stocznia Szczecin
KPS Stocznia Szczecin (w latach 2014−2018 Espadon Szczecin) − polski męski klub siatkarski (jednosekcyjny) z siedzibą w Szczecinie, utworzony na bazie – założonego w 2014 przez Jakuba Markiewicza – Espadonu Szczecin. Klub rozwiązano w 2018.
9 września 2014 Espadon Szczecin został wpisany do rejestru przedsiębiorców oraz rejestru stowarzyszeń. 5 kwietnia 2018, na mocy podpisanej umowy ze sponsorem strategicznym Stocznią Szczecińską zmieniono nazwę klubu na KPS Stocznia Szczecin. Od 2018 dyrektorem sportowym był Radostin Stojczew.
W swoim pierwszym sezonie w Pluslidze (2016/2017) zajął 11. miejsce, wygrywając 9 spotkań, a przegrywając 23.
6 lutego 2017, grający w barwach Espadonu Szczecin Bartłomiej Kluth ustanowił nowy rekord punktowy Plusligi, bowiem w meczu przeciwko Lotosowi Trefl Gdańsk zdobył 40 punktów.

## Udział w rozgrywkach ligowych
| Sezon     | Liga     | Miejsce | Mecze | Z-P     | Uwagi                                                           |
| --------- | -------- | ------- | ----- | ------- | --------------------------------------------------------------- |
| 2014/2015 | I liga   | 8.      | 27    | (13-14) | Klub powstał na bazie drużyny Morze Bałtyk Szczecin             |
| 2015/2016 | I liga   | 3.      | 29    | (20-9)  | awans do PlusLigi                                               |
| 2016/2017 | PlusLiga | 12.     | 32    | (9-23)  |                                                                 |
| 2017/2018 | PlusLiga | 12.     | 32    | (10-22) | W trakcie sezonu Espadon zmienia nazwę na KPS Stocznia Szczecin |
| 2018/2019 | PlusLiga | 14.     | 9     | (5-4)   | W trakcie sezonu Stocznia wycofała się z rozgrywek              |

Poziom rozgrywek:
     najwyższy ogólnokrajowy
     drugi

## Obcokrajowcy w zespole
| Lata Gry  | Imię i nazwisko     | Pozycja      |
| --------- | ------------------- | ------------ |
| 2014-2017 | Michal Sládeček     | rozgrywający |
| 2015-2016 | Leandrao Araujo     | atakujący    |
| 2015-2016 | Sergio Noda         | przyjmujący  |
| 2016      | Georgi Bratoew      | rozgrywający |
| 2016      | Ivan Borovnjak      | przyjmujący  |
| 2016-2017 | Danaił Miłuszew     | atakujący    |
| 2016      | Veljko Petković     | rozgrywający |
| 2017-2018 | Eemi Tervaportti    | rozgrywający |
| 2017-2018 | Justin Duff         | środkowy     |
| 2017-2018 | Jeffrey Menzel      | przyjmujący  |
| 2018      | Nicholas Hoag       | przyjmujący  |
| 2018      | Matej Kazijski      | przyjmujący  |
| 2018      | Nikołaj Penczew     | przyjmujący  |
| 2018      | Asparuch Asparuchow | przyjmujący  |
| 2018      | Nicolas Rossard     | libero       |
| 2018      | Lukáš Ticháček      | rozgrywający |
| 2018      | Simon Van De Voorde | środkowy     |